# Большекибьинское (сельское поселение)
Большекибьинское — упразднённое муниципальное образование со статусом сельского поселения в Можгинском районе Удмуртии Российской Федерации.
Административный центр — село Большая Кибья.
25 июня 2021 года упразднено в связи с преобразованием муниципального района в муниципальный округ.

## История
Статус и границы сельского поселения установлены Законом Удмуртской Республики от 13 июля 2005 года № 41-РЗ «Об установлении границ муниципальных образований и наделении соответствующим статусом муниципальных образований на территории Можгинского района Удмуртской Республики».
Законом Удмуртской Республики от 8 апреля 2016 года № 20-РЗ, были преобразованы, путём их объединения, муниципальные образования Большекибьинское и Верхнеюринское в новое МО Большекибьинское с административным центром в селе Большая Кибья.

## Население
| 2008  | 2010  | 2012  | 2013  | 2014  | 2015  | 2016  |
| ----- | ----- | ----- | ----- | ----- | ----- | ----- |
| 1456  | ↘1242 | ↘1204 | ↘1178 | ↘1135 | ↘1120 | ↗1124 |
| 2017  | 2018  | 2019  | 2020  |       |       |       |
| ↗1776 | ↘1745 | ↘1684 | ↘1669 |       |       |       |

## Состав сельского поселения
| № | Населённый пункт | Тип населённого пункта       | Население |
| - | ---------------- | ---------------------------- | --------- |
| 1 | Атабаево         | деревня                      | →94       |
| 2 | Большая Кибья    | село, административный центр | ↘589      |
| 3 | Верхние Юри      | деревня                      | ↘530      |
| 4 | Зобнино          | деревня                      | ↗53       |
| 5 | Каменный Ключ    | деревня                      | ↘125      |
| 6 | Карашур          | деревня                      | ↘261      |
| 7 | Новотроицк       | деревня                      | →9        |
| 8 | Пойкино          | деревня                      | ↘134      |
| 9 | Туташево         | деревня                      | ↗158      |